# Bibian Mentel-Spee
Bibian Mentel-Spee, née le 27 septembre 1972 à Utrecht et morte le 29 mars 2021 à Loosdrecht, est une snowboardeuse néerlandaise. 

## Biographie
Bibian Mentel-Spee débute en coupe du monde de snowboard le 2 mars 1997 à Olang, terminant quinzième de l'épreuve de half-pipe.
En décembre 1999, elle se blesse au genou droit après une chute. Après six semaines de rééducation, elle reprend la compétition mais son genou reste gonflé ; des examens radiographiques diagnostiquent une tumeur maligne au tibia et elle se fait opérer pour la retirer. La tumeur revient malgré tout, et elle décide de se faire amputer la jambe.
Elle remporte la médaille d'or en snowboardcross aux Jeux paralympiques d'hiver de 2014 à Sotchi, où elle est le porte-drapeau de la délégation néerlandaise.
Elle est de nouveau désignée porte-drapeau pour les Jeux paralympiques de 2018 où elle réitère sa performance olympique en remportant l'épreuve du Snowboard Cross.
Le 29 mars 2021, elle meurt à l'âge de 48 ans de métastases au cerveau à Loosdrecht.

## Palmarès

### Jeux paralympiques d'hiver
- Jeux paralympiques d'hiver de 2018
  -  Médaille d'or en Snowboard Cross
  -  Médaille d'or en Banked Slalom
- Jeux paralympiques d'hiver de 2014
  -  Médaille d'or en Snowboard Cross